# Prinsland
Prinsland is de naam van een beheersobject van Staatsbosbeheer, dat uit drie verschillende natuurgebieden in de gemeenten Steenbergen bestaat en in totaal 110 ha meet.
Dit zijn:
De Rietkreeken enkele dijken nabij Nieuw-Vossemeer. De Rietkreek kent nog enkele zoutminnende planten en op de bloemrijke binnendijken groeit gewone agrimonie, pastinaak, gele morgenster, aardaker, wilde marjolein, echte kruisdistel, grote kaardenbol, ijzerhard en knikkende distel. De dijken worden begraasd met schapen of gemaaid. Broedvogels nabij de kreek zijn: bruine kiekendief, watersnip, bergeend en patrijs.
De Stelleis een gebied van voormalige schorren langs de Eendracht, dat bij de aanleg van het Schelde-Rijnkanaal in 1975 tot een hoogte van 8 meter werd opgespoten met baggermateriaal uit de Eendracht. In 1981 werd er loofbos aangeplant.
Verderenkele groenstroken langs het Mark-Vlietkanaal bij Oud Gastel.

## Externe bron
- Plaatsengids Nederland
- Handboek Natuurmonumenten, Natuur- en Wandelgebieden in Nederland, 1996. p. 336. ISBN 90 70099 33 0